# Église des catacombes

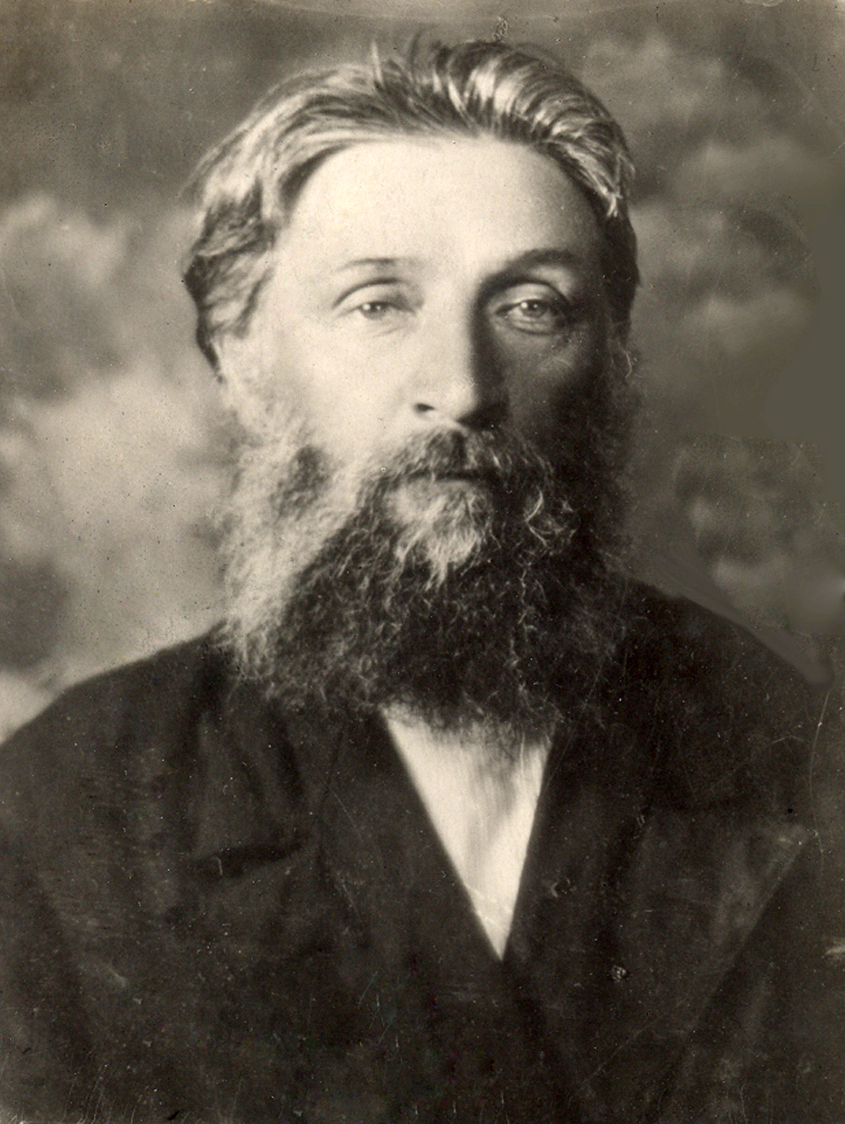
Évêque Sergius (Kudryavtsev), fin des années 1930

L'Église des catacombes (en russe : Катакомбная церковь) désigne un ensemble de groupes et de mouvements qui ont refusé la situation de l'Église orthodoxe russe (EOR) après le triomphe de la révolution bolchevique et qui ne reconnaissaient aucune légitimité à la hiérarchie officielle de l'EOR après la mort du patriarche Tikhon.
Ces groupes ont fonctionné clandestinement en Russie et dans le reste de l'Union soviétique et se sont fractionnés en de nombreuses juridictions et tendances.
Depuis la fin de l'Union soviétique, plusieurs juridictions se sont organisées publiquement en Russie, souvent en relation avec d'autres en dehors du pays, notamment avec l'Église orthodoxe russe hors frontières avant le rétablissement de la communion eucharistique et de l'unité canonique de cette dernière avec l'Église orthodoxe russe en 2007. 